# 27522 Lenkenyon
27522 Lenkenyon è un asteroide della fascia principale. Scoperto nel 2000, presenta un'orbita caratterizzata da un semiasse maggiore pari a 2,6374570 au e da un'eccentricità di 0,0571540, inclinata di 3,33706° rispetto all'eclittica.
L'asteroide è dedicato all'insegnante statunitense Leonard Kenyon.